# Druestrup (Sønder Dalby Sogn)
 For alternative betydninger, se Druestrup. (Se også artikler, som begynder med Druestrup)
Druestrup er en bebyggelse på Sydsjælland i Sønder Dalby Sogn under Faxe Kommune i Region Sjælland. Bebyggelsen ligger lidt øst for Dalby og nord for Freerslev Å.
Landsbyen nævnes 1469 (Drwsdrop) og blev udskiftet i 1799.
I 1664 havde byen 3 huse samt 5 gårde: En til Bregentved, en til Egedegård, en til Tryggevælde, en til Kapitelgodset i Roskilde og en til Karisegård.
I byen ligger gårdene Vestergård, Druestrupgård, Nøddegård, Druebrogård og Estrupgård.